# Coleophora orphnoceros
Coleophora orphnoceros é uma espécie de mariposa do gênero Coleophora pertencente à família Coleophoridae.